# Herbert Nürnberg
Herbert Nürnberg (ur. 16 lipca 1914 w Kilonii, zm. 24 czerwca 1995) – niemiecki bokser wagi lekkiej, dwukrotny mistrz Europy.
Startując w Mistrzostwach Europy w Mediolanie 1937, zdobył złoty medal, następnie po dwóch latach obronił ten tytuł w Dublinie 1939 roku.
Czterokrotnie zdobywał mistrzostwo Niemiec w 1937, 1940, 1941 i 1942, a w 1939, 1943 i 1944 był wicemistrzem kraju.
Walczył jako zawodowiec w latach 1945–1951, odbył 74 walki, odnosząc 51 zwycięstw, 19 remisując i 4 przegrywając.